# Констанция Йоркская
Конста́нция Йо́ркская, графи́ня Гло́стер (англ. Constance of York, Countess of Gloucester; около 1375, Замок Конисбро — 28 ноября 1416[…] или 29 ноября 1416, Редингское аббатство, Беркшир) — единственная дочь Эдмунда Лэнгли, 1-го герцога Йоркского, и его жены Изабеллы Кастильской. Через свою дочь Изабеллу является прабабкой английской королевы Анны Невилл.

## Биография
Констанция Йоркская родилась приблизительно в 1375 году в замке Конисбро, Йоркшир, и была вторым ребёнком и единственной дочерью Эдмунда Лэнгли, 1-го герцога Йоркского, и его жены Изабеллы Кастильской. В период между 16 апреля 1378 и 7 ноября 1389 года Констанция была выдана замуж за Томаса ле Диспенсера, барона ле Диспернсера, который 29 сентября 1397 года получил от короля Ричарда II титул графа Глостера. Однако, после свержения короля Ричарда II новым королём стал герцог Ланкастер Генрих Болингброк (под именем Генриха IV). Новый король конфисковал у мужа Констанции титул и владения графа Глостера. В результате недовольный новым королём Томас вступил в заговор графа Кента Томаса Холланда. Целью заговора было нападение на Виндзорский замок и захват Генриха IV, после чего заговорщики планировали вернуть трон Ричарду II. Однако заговор провалился. Томас был схвачен толпой и обезглавлен в Бристоле 16 января 1400 года. После смерти мужа Констанция получала доход с большей части его земель и наследства сына.
В феврале 1405 года, в ходе восстания Оуайна Глиндура, Констанция сама участвовала в заговоре с похищением юного графа Марча и его брата из Виндзорского замка, намереваясь доставить Эдмунда и Роджера, которые среди соперников Болингброка имели самые высокие шансы заполучить английский трон, к их дяде Эдмунду Мортимеру, который, в свою очередь, в 1402 году женился на дочери Глиндура. Братья Мортимер были пойманы на пути в Уэльс. Констанция и её старший брат Эдуард были арестованы; Констанция обвинила в заговоре брата и вскоре была освобождена. Эдуард же провёл 17 недель в заключении в замке Певенси, однако позже был также освобождён и даже смог вернуть расположение короля.
Констанция скончалась 28 ноября 1416 года в Редингском аббатстве, Беркшир, где и была похоронена.

## Семья

### Дети
В браке с Томасом ле Диспенсером Констанция родила пятерых детей, трое из которых умерли в детстве:
- Эдвард (ум. в младенчестве).
- Ричард (1396—1414) — 4-й барон Бургерш; был женат на леди Элеанор Невилл[англ.], дочери Ральфа Невилла, 1-го графа Уэстморленда, и Джоан Бофорт; детей не имел.
- Хью (ум. 1401).
- Элизабет (ок. 1398 — в детстве).
- Изабелла (1400—1439) — была дважды замужем, последовательно за двумя кузенами, носившими одинаковые имена, и являвшимися внуками Томаса де Бошана, 11-го графа Уорика: за Ричардом де Бошаном, 1-м графом Вустером, от которого родила единственного ребёнка — дочь Элизабет[англ.], которая унаследовала от отца баронство Бергавенни; и за Ричардом де Бошаном, 13-м графом Уориком, от которого родила двоих детей — сына Генри и дочь Анну.

Поле казни мужа Констанция имела связь (по другим данным, была обручена или замужем) с Эдмундом Холландом, 4-м графом Кентом; от этой связи Констанция родила дочь Элеанор, которая вышла замуж за Джеймса Туше, 5-го барона Одли и родила от него семерых детей.